# Норт Брукфилд (Масачусетс)
Норт Брукфилд (енгл. North Brookfield) насељено је место без административног статуса у америчкој савезној држави Масачусетс.

## Демографија
По попису из 2010. године број становника је 2.265, што је 262 (-10,4%) становника мање него 2000. године.
| Група             | 2000.         | 2010.         |
| Белци             | 2.448 (96,9%) | 2.157 (95,2%) |
| Афроамериканци    | 9 (0,4%)      | 8 (0,4%)      |
| Азијати           | 0 (0,0%)      | 4 (0,2%)      |
| Хиспаноамериканци | 34 (1,3%)     | 53 (2,3%)     |
| Укупно            | 2.527         | 2.265         |